# Etsy
Etsy, Inc. es una empresa estadounidense dedicada al comercio electrónico, que gestiona un mercado en línea donde pueden comprarse y venderse (principalmente) artículos de artesanía, vintage y decorativos.

## Historia
Etsy fue creado el 18 de junio de 2005 por Robert Kalin Chris Maguire y Haim Schoppik, a los que más tarde se unió Jared Tarbell. Los ingresos del portal provienen del coste de 0,2 dólares estadounidenses por cada anuncio publicado, y el 5 % del precio final de la venta.
En 2018, Etsy tuvo un total de ventas brutas de 3930 millones de dólares de todo tipo de productos de los "comerciantes-vendedores" en la plataforma, con unos ingresos de Etsy por anuncios y por comisiones por 603,7 millones y un beneficio neto de 41,25 millones.